# Балтика (Брянская область)
Балтика — посёлок в Жуковском районе Брянской области, в составе Летошницкого сельского поселения.

## География
Расположен в 2,5 км к северо-западу от деревни Летошники.

## История
Возник около 1930 года как центральная усадьба колхоза имени Фабрициуса, в составе Балтийского сельсовета (существовал до 1939 года), образуемого так называемыми Балтийскими хуторами — отдельно стоящими усадьбами, занимающими обширную территорию между рекой Угость и железнодорожной веткой Жуковка—Клетня, населёнными выходцами из Латвии и Эстонии.

## Население
| 2010 | 2013 |
| ---- | ---- |
| 9    | ↘8   |

| Годы      | 1926 | 1979 | 1989 | 2002 | 2010 |
| --------- | ---- | ---- | ---- | ---- | ---- |
| Население | 405  | 48   | 17   | 22   | 9    |